# Championnat d'Italie de futsal
Le Championnat d'Italie de futsal, appelé Serie A, est une compétition de futsal (calcio a 5 en italien) qui représente le sommet de la hiérarchie de la discipline en Italie. Elle est gérée par la Divisione Calcio a 5, un organe de la Fédération italienne de football afférant à la Ligue nationale amateur de football italien.
Bien que le premier tournoi officiel soit disputé en 1984, le premier championnat national n'est organisé que lors de la saison 1989-1990 et organisé en un seul groupe à partir de l'édition suivante.

## Histoire
Le 15 juin 2019 à Montesilvano, face à Acqua Sapone, l'Italservice Pesaro est sacré champion d’Italie pour la première fois.
Pesaro est leader au moment où la saison 2020-2021 est interrompue par le Covid-19. Italservice est retenu pour représenter l'Italie lors de la Ligue des champions la saison suivante.

## Palmarès

### Par édition
| Saison  | Champion                                                                             | Vice-champion                                                                        | Troisième                                                                            | Quatrième                                                                            |                                                                                      |
| ------- | ------------------------------------------------------------------------------------ | ------------------------------------------------------------------------------------ | ------------------------------------------------------------------------------------ | ------------------------------------------------------------------------------------ | ------------------------------------------------------------------------------------ |
| 1984    | Roma Calcetto                                                                        | Roma RCB                                                                             | Hobby Sport Roma                                                                     | Mondo Rubber Torino                                                                  |                                                                                      |
| 1984-85 | Roma Calcetto (2)                                                                    | 3G78 Marino                                                                          | Helios Ostia                                                                         | CS Ciampino                                                                          |                                                                                      |
| 1985-86 | Ortana                                                                               | Roma Calcetto                                                                        | Bubi Merano                                                                          | Padana Impianti Modena                                                               |                                                                                      |
| 1986-87 | Marino                                                                               | Ortana                                                                               | Barbagrigia Calcetto                                                                 | Palermo                                                                              |                                                                                      |
| 1987-88 | Roma RCB                                                                             | Millefonti                                                                           | Brillante Roma                                                                       | Corbino                                                                              |                                                                                      |
| 1988-89 | Roma RCB (2)                                                                         | Camel Vigna Stelluti Roma                                                            | Barbazza Roma                                                                        | Barbagrigia Calcetto                                                                 |                                                                                      |
| 1989-90 | Roma RCB (3)                                                                         | Marino Calcetto                                                                      | Ortana                                                                               | Gruppo Sportivo BNL                                                                  |                                                                                      |
| 1990-91 | Roma RCB (4)                                                                         | Geas Meda Roma                                                                       | Torrino                                                                              | Gruppo Sportivo BNL                                                                  |                                                                                      |
| 1991-92 | BNL Roma                                                                             | Ericsson Sielte Roma                                                                 | Torrino                                                                              | Geas Meda Roma                                                                       |                                                                                      |
| 1992-93 | Torrino                                                                              | Gruppo Sportivo BNL                                                                  | Ericsson Sielte Roma                                                                 | Ladispoli                                                                            |                                                                                      |
| 1993-94 | Torrino (2)                                                                          | Gruppo Sportivo BNL                                                                  | Roma RCB                                                                             | Ladispoli                                                                            |                                                                                      |
| 1994-95 | BNL Roma (2)                                                                         | Torrino                                                                              | Sparta Roma                                                                          | Milano                                                                               |                                                                                      |
| 1995-96 | BNL Roma (3)                                                                         | Torrino                                                                              | Nova Roma                                                                            | Città di Palermo                                                                     |                                                                                      |
| 1996-97 | BNL Roma (4)                                                                         | Milano                                                                               | Lazio                                                                                | Torino                                                                               |                                                                                      |
| Saison  | Champion                                                                             | Vice-champion                                                                        | Demi-finalistes                                                                      | Demi-finalistes                                                                      |                                                                                      |
| 1997-98 | Lazio                                                                                | Gruppo Sportivo BNL                                                                  | Augusta                                                                              | Petrarca                                                                             |                                                                                      |
| 1998-99 | Torino                                                                               | Gruppo Sportivo BNL                                                                  | Augusta                                                                              | Città di Palermo                                                                     |                                                                                      |
| 1999-00 | Genzano                                                                              | Lazio                                                                                | Augusta                                                                              | Gruppo Sportivo BNL                                                                  |                                                                                      |
| 2000-01 | Roma RCB (5)                                                                         | Gruppo Sportivo BNL                                                                  | Augusta                                                                              | Prato                                                                                |                                                                                      |
| 2001-02 | Prato                                                                                | Stabia                                                                               | Gruppo Sportivo BNL                                                                  | Lazio                                                                                |                                                                                      |
| 2002-03 | Prato (2)                                                                            | Lazio                                                                                | Gruppo Sportivo BNL                                                                  | Montesilvano                                                                         |                                                                                      |
| 2003-04 | Arzignano                                                                            | Perugia                                                                              | Prato                                                                                | Roma RCB                                                                             |                                                                                      |
| 2004-05 | Perugia                                                                              | Roma                                                                                 | Luparense                                                                            | Nepi                                                                                 |                                                                                      |
| 2005-06 | Arzignano (2)                                                                        | Nepi                                                                                 | Luparense                                                                            | Roma                                                                                 |                                                                                      |
| 2006-07 | Luparense                                                                            | Lazio                                                                                | Marca Futsal                                                                         | Montesilvano                                                                         |                                                                                      |
| 2007-08 | Luparense (2)                                                                        | Arzignano                                                                            | Lazio                                                                                | Napoli                                                                               |                                                                                      |
| 2008-09 | Luparense (3)                                                                        | Montesilvano                                                                         | Arzignano                                                                            | Marca Futsal                                                                         |                                                                                      |
| 2009-10 | Montesilvano                                                                         | Marca Futsal                                                                         | Bisceglie                                                                            | Luparense                                                                            |                                                                                      |
| 2010-11 | Marca Futsal                                                                         | Pescara                                                                              | Luparense                                                                            | Montesilvano                                                                         |                                                                                      |
| 2011-12 | Luparense (4)                                                                        | Marca Futsal                                                                         | Lazio                                                                                | Montesilvano                                                                         |                                                                                      |
| 2012-13 | Marca Futsal (2)                                                                     | Luparense                                                                            | Acqua e Sapone                                                                       | Asti                                                                                 |                                                                                      |
| 2013-14 | Luparense (5)                                                                        | Acqua e Sapone                                                                       | Asti                                                                                 | Lazio                                                                                |                                                                                      |
| 2014-15 | Pescara                                                                              | Kaos                                                                                 | Acqua e Sapone                                                                       | Luparense                                                                            |                                                                                      |
| 2015-16 | Asti                                                                                 | Real Rieti                                                                           | Acqua e Sapone                                                                       | Luparense                                                                            |                                                                                      |
| 2016-17 | Luparense (6)                                                                        | Pescara                                                                              | Acqua e Sapone                                                                       | Napoli                                                                               |                                                                                      |
| 2017-18 | Acqua e Sapone                                                                       | Luparense                                                                            | Dosson                                                                               | Real Rieti                                                                           |                                                                                      |
| 2018-19 | Italservice                                                                          | Acqua e Sapone                                                                       | Napoli                                                                               | Real Rieti                                                                           |                                                                                      |
| 2019-20 | Titre non-attribué en raison de l'arrêt du championnat dû à la pandémie de Covid-19. | Titre non-attribué en raison de l'arrêt du championnat dû à la pandémie de Covid-19. | Titre non-attribué en raison de l'arrêt du championnat dû à la pandémie de Covid-19. | Titre non-attribué en raison de l'arrêt du championnat dû à la pandémie de Covid-19. | Titre non-attribué en raison de l'arrêt du championnat dû à la pandémie de Covid-19. |
| 2020-21 | Italservice (2)                                                                      | Meta                                                                                 | Dosson                                                                               | Feldi Eboli                                                                          |                                                                                      |

### Par club
| Palmarès par club   | Palmarès par club | Palmarès par club                  |
| Club                | Titres            | Années                             |
| ------------------- | ----------------- | ---------------------------------- |
| Luparense           | 6                 | 2007, 2008, 2009, 2012, 2014, 2017 |
| Roma RCB            | 5                 | 1988, 1989, 1990, 1991, 2001       |
| Gruppo Sportivo BNL | 4                 | 1992, 1995, 1996, 1997             |
| Roma Calcetto       | 2                 | 1984, 1985                         |
| Torrino SC          | 2                 | 1993, 1994                         |
| Prato               | 2                 | 2002, 2003                         |
| Arzignano           | 2                 | 2004, 2006                         |
| Marca Futsal        | 2                 | 2011, 2013                         |
| Italservice         | 2                 | 2019, 2021                         |
| Ortana              | 1                 | 1986                               |
| Marino Calcetto     | 1                 | 1987                               |
| Lazio Rome          | 1                 | 1998                               |
| Torino              | 1                 | 1999                               |
| Genzano             | 1                 | 2000                               |
| Perugia             | 1                 | 2005                               |
| Montesilvano        | 1                 | 2010                               |
| Pescara             | 1                 | 2015                               |
| Asti                | 1                 | 2016                               |
| Acqua e Sapone      | 1                 | 2018                               |

### Meilleurs buteurs
| Meilleurs buteurs | Meilleurs buteurs                                         | Meilleurs buteurs | Meilleurs buteurs                                            | Meilleurs buteurs |
| Saison            | Saison régulière                                          | Saison régulière  | Playoff                                                      | Playoff           |
| Saison            | Joueur                                                    | Buts              | Joueur                                                       | Buts              |
| ----------------- | --------------------------------------------------------- | ----------------- | ------------------------------------------------------------ | ----------------- |
| 1991-92           | Mario Patriarca (Kaos)                                    |                   |                                                              |                   |
| 1992-93           | Mario Patriarca (Kaos)                                    |                   |                                                              |                   |
| 1993-94           | Andrea Rubei (Torrino)                                    |                   |                                                              |                   |
| 1994-95           |                                                           |                   |                                                              |                   |
| 1995-96           | Giovanni Roma (BNL)                                       | 48                |                                                              |                   |
| 1996-97           | Roberto Matranga (Ladispoli)                              | 52                |                                                              |                   |
| 1997-98           | Mario Paolillo (Afragola)                                 | 45                |                                                              |                   |
| 1998-99           | Andrea Bearzi (Prato)                                     | 53                |                                                              |                   |
| 1999-00           | Júnior (Augusta)                                          | 54                |                                                              |                   |
| 2000-01           | Adriano Foglia (Augusta)                                  | 44                |                                                              |                   |
| 2001-02           | Adriano Foglia (Augusta)                                  | 45                |                                                              |                   |
| 2002-03           | Fabrizio Amoroso (Arzignano)                              | 35                | Daniel De Nichile (Lazio) Júlio Romanini (BNL)               | 10                |
| 2003-04           | Eduardo Morgado (Montesilvano)                            | 40                | Adriano Foglia (Arzignano)                                   | 11                |
| 2004-05           | Denilson Manzali (Genzano)                                | 33                | Edgar Bertoni (Luparense)                                    | 10                |
| 2005-06           | Fabrizio Amoroso (Arzignano)                              | 34                | Daniel De Nichile (Montesilvano)                             | 7                 |
| 2006-07           | Sandrinho (Luparense)                                     | 34                | Adelmo Pereira (Marca)                                       | 11                |
| 2007-08           | Júnior (Montesilvano)                                     | 35                | Humberto Honorio (Luparense) Gabriel Lima (Marca)            | 7                 |
| 2008-09           | Kaká (Augusta)                                            | 28                | Alessandro Patias (Montesilvano)                             | 7                 |
| 2009-10           | Gustavo Menini (Pescara)                                  | 36                | Cristian Borruto (Montesilvano) Humberto Honorio (Luparense) | 7                 |
| 2010-11           | Rodolfo Fortino (Augusta)                                 | 30                | Vinícius Duarte (Marca)                                      | 8                 |
| 2011-12           | Adriano Foglia (Marca) Héctor Albadalejo (Acqua e Sapone) | 28                | Fernando Wilhelm (Marca) Humberto Honorio (Luparense)        | 8                 |
| 2012-13           | Kaká (Kaos)                                               | 33                | Alex Merlim (Luparense)                                      | 6                 |
| 2013-14           | Paulinho (LCF Martina)                                    | 29                | Leandro Cuzzolino (Acqua e Sapone)                           | 10                |
| 2014-15           | Manoel Crema (Real Rieti)                                 | 23                | Maximiliano Rescia (Pescara)                                 | 12                |
| 2015-16           | Kaká (Kaos) Márcio Zanchetta (Real Rieti)                 | 28                | Héctor Albadalejo Márcio Zanchetta (Real Rieti)              | 9                 |
| 2016-17           | Marcelinho (Isola)                                        | 24                | Mancuso (Luparense)                                          | 10                |
| 2017-18           | Jader Fornari (Feldi Eboli)                               | 27                | Rafinha (Luparense)                                          | 11                |
| 2018-19           | Cristian Borruto (Italservice)                            | 28                | Cristian Borruto Marcelinho (Italservice)                    | 10                |
| 2019-20           | Rodolfo Fortino (Real Rieti)                              | 25                | playoffs annulés                                             | playoffs annulés  |
| 2020-21           | Arlan Pablo Vieira (Dosson)                               | 38                | Cristian Borruto (Italservice)                               | 10                |